# ヌミディア人

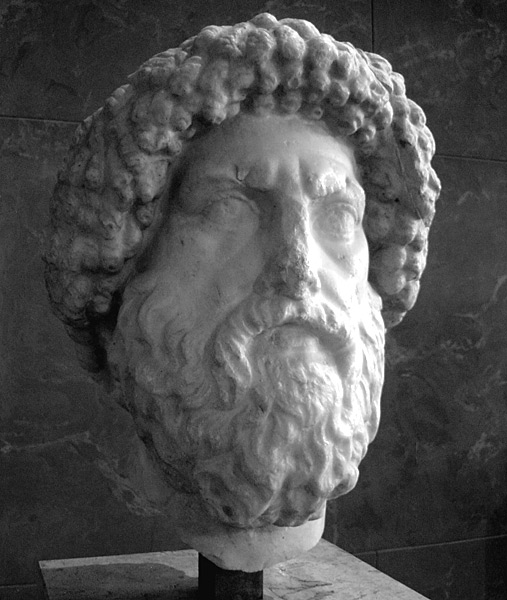
ヌミディア人の王ユバ1世の彫像

ヌミディア人（ヌミディアじん、ラテン語：Numidae ヌミダエ）は、カルタゴや共和政ローマの時代にアフリカ北部のヌミディア（現在のアルジェリア北東部周辺）に居住していたベルベル系の半遊牧民の部族連合。
ヌミディア人（ヌミダエ）とは古代ローマ側による呼称であり、支配部族の王たちはマッシュリーと自称していた。

## ノマデスとヌミダエ
ポエニ戦争に従軍した歴史家ポリュビオスは、騎兵として重きをなした北アフリカの半遊牧集団のことをギリシア語で「遊牧民」を意味する「ノマデス」（νομάδες, 単数形はノマス νομάς）と呼んだ。この呼称は北アフリカの他の住民「リユビエス」（リビア人）と区別したものとも考えられるが、特定の部族を指す固有名詞ではなかったという見解もある。
後のマシニッサ王による王国統一後に、カエサルや歴史家のティトゥス・リウィウスらはこの地域の住民をラテン語で「ヌミダエ」（Numidae）すなわち「ヌミディア人」と記した。これはより特定の集団を指した固有名詞的な呼称であると考えられている。しかし、これはあくまでローマ側からの呼称に過ぎず、マシニッサの王家では「マッシュリー」と自称していた。

## ヌミディア統一以前
紀元前3世紀頃のこの地域には、東方のマッシュリー族（Massyli）と西方のマサエシュリ族（Masaesyli）という二つの部族連合が存在していた。
第二次ポエニ戦争では当初、マッシュリー族の王ガイア（ガラ）はカルタゴと結んで遠征軍に騎兵を提供してローマ共和国と戦い、マサエシュリー族のシュファクス王は、ローマと同盟を結んでいた。ヌミディア騎兵は、ハンニバルがイタリアに攻め込んだときに、大いに活躍し、カンナエの戦いなど一連の戦闘でローマ軍を大いに撃破して勇名をはせた。
ところが紀元前206年にガイア王が没すると、シュファックス王がマッシュリー族の王国を制圧し、ガイアの息子であるマシニッサはイベリア半島で大スキピオのローマ軍に降伏した。そこで、シュファクスはローマから離反してカルタゴと同盟を結んだ。紀元前204年、大スキピオ率いるローマ軍がこの地方を制圧し、シュファックス王はローマ軍の捕虜となった。ローマはマシニッサを統一王国の王として即位させた。ザマの戦いでは、マシニッサ王はローマ軍を支援してカルタゴ軍を破ることに貢献した。このとき、マシニッサが撃退したカルタゴの部隊もヌミディア騎兵であった。

### ヌミディア統一以後
マシニッサ王が率いる東方のマッシュリー族は、西方のマサエシュリー族を制圧して自らの王国に組み入れた。彼が統一した王国をローマ側は「ヌミディア王国」（Regnum Numidiae）と呼んだ。
マシニッサの最大版図は西隣はマウレタニア、東隣はカルタゴ、さらに東端はキュレナイカにまで達したという。
マシニッサの孫ユグルタは、ローマに反旗を翻してユグルタ戦争を引き起こした。紀元前1世紀に、ヌミディア西部はマウレタニアの王ボックス1世に支配下になった。しかし、ヌミディア東部およびキュレナイカまで達する広大な版図は、ヌミディア人の王によって支配され続けた。
ヌミディアはローマの同盟国として、ローマの戦争にしばしば支援部隊を派兵し、カエサルの『ガリア戦記』にも登場する。

### ローマによる支配
紀元前49年に勃発したローマの内乱でカエサルがポンペイウスに勝利すると、ヌミディア王ユバ1世は敗死し、ヌミディアの版図はローマに制圧されその属州となった。オクタウィアヌスがローマの覇権を握ると、紀元前30年にヌミディアの領土をユバ1世の子ユバ2世に返還したが、帝政初期の紀元前25年に、ユバ2世はマウレタニアの王として配置換えになり、ヌミディアはマウレタニア領とアフリカ・ノウァ属州とで分割されて消滅した。
ローマの支配下に入るとともに、住民もトガーティー（ローマ人）が増え、ローマ化が進行していった。

## おもなヌミディア王

### マサエシュリーの王
- シュファクス（Syphax；シファチェ）：ローマに敗れて王国を失う。

### マッシュリーの王
- ガイア（Gaia）：ガラ（Gala）とも呼ばれる。
- マシニッサ（Masinissa）：ガイアの子。ローマの下でヌミディアを統一した。
- ミキプサ（Micipsa）：マシニッサの子。
- ユグルタ（Jugurtha）：マシニッサの孫。ユグルタ戦争を起こした。
- ユバ1世（Juba I）：ローマに敗死する。
- ユバ2世（Juba II）：最後のヌミディア王。